# Margus Metstak
Margus Metstak, né le 16 juin 1961, à Tallinn, en République socialiste soviétique d'Estonie, est un ancien joueur estonien de basket-ball. Il évolue durant sa carrière au poste de pivot.